# 私の発電
『私の発電』（わたしのはつでん）とは2008年7月2日にリリースした日本の音楽家・椎名林檎のミュージック・ビデオ集でDVDのみ発売。発売元はEMIミュージック・ジャパン/Virgin Music。
初回生産盤は、「椎名林檎 (生)林檎博'08〜10周年記念祭〜」チケット先行予約チラシ封入、10周年ロゴステッカー封入、10周年スリーブケース仕様となっている。同日には、「私と放電」も同時発売された。

## 概要
本作はデビュー10周年記念作品として発売された。デビューシングル「幸福論」から「この世の限り」まで、シングル・メイン曲のミュージック・ビデオで構成されたミュージック・ビデオ集である。
今回の発売にあたって、「メロウ」のPVが撮りおろされた。また、全曲96kHz／24bitの高音質での収録となっている。
椎名は発売時のインタビューでファンに向けて「私は継続していることが尊いとはあまり思わないです。あっという間の逢瀬です。何かいいものが一作でも届けられたら、その誕生こそが素晴らしいと思うんです。だから、もしこの10年の作品でこの曲がいいって感じていただけるものが書けていたのだとしたら、もう十分に幸せです。自分ですごい曲と出会っちゃったって思える曲が死ぬまでに一曲でも書けたらいいなと切望する、その希薄で毎日精進していきたいと思っていますので、もし、今後そんな一曲があったら褒めてやってください。」とコメントしている。
また、2013年11月13日に発売されたミュージック・ビデオ集『The Sexual Healing Total Care Course 120min.』にも、「りんごのうた」・「この世の限り」・「メロウ」は収録してある。

## 収録曲
| #   | タイトル                     | 作詞 | 作曲・編曲 |
| --- | ---------------------------- | ---- | ---------- |
| 1.  | 「幸福論」                   |      |            |
| 2.  | 「歌舞伎町の女王」           |      |            |
| 3.  | 「ここでキスして。」         |      |            |
| 4.  | 「本能」                     |      |            |
| 5.  | 「ギブス」                   |      |            |
| 6.  | 「罪と罰」                   |      |            |
| 7.  | 「やっつけ仕事」             |      |            |
| 8.  | 「真夜中は純潔」             |      |            |
| 9.  | 「茎 (STEM) 〜大名遊ビ編〜」 |      |            |
| 10. | 「りんごのうた」             |      |            |
| 11. | 「この世の限り」             |      |            |
| 12. | 「メロウ」                   |      |            |